# Godzilla - Minaccia sulla città
Godzilla - Minaccia sulla città (GODZILLA 決戦機動増殖都市?, Godzilla - Kessen Kidō Zōshoku Toshi), conosciuto in home video come Godzilla - La Proliferante Città Mobile della Battaglia Decisiva, noto in inglese come Godzilla: City on the Edge of Battle, è un film d'animazione in stile anime del 2018 diretto da Kōbun Shizuno e Hiroyuki Seshita.
È il trentatreesimo film della serie nonché il trentunesimo film prodotto dalla Toho e il secondo episodio della trilogia anime iniziata con Godzilla - Il pianeta dei mostri. Il film, in computer grafica, prodotto da Toho Animation e Polygon Pictures, è stato distribuito in Giappone il 18 maggio 2018 e pubblicato in tutto il mondo su Netflix il 18 luglio 2018.
L'edizione home video è stata distribuita con il titolo Godzilla - La proliferante città mobile della battaglia decisiva.

## Trama
A seguito degli eventi che hanno portato alla rivelazione che il Godzilla originale è vivo ed è diventato ancora più grande di quanto già non lo fosse, l'Aratrum non è in grado di contattare Haruo e gli altri dopo lo scontro che hanno avuto con il gigantesco essere. Il comandante ordina che se i droni non troveranno sopravvissuti entro quarantotto ore l'Aratrum si ritirerà dalla Terra. Haruo Sakaki viene salvato da una ragazza nativa di nome Miana e nota che le sue ferite sono cosparse con una strana polvere. Miana appartiene ad una tribù indigena chiamata "Houtua", degli umanoidi che secondo Martin Lazzari si sono evoluti dagli insetti. Gli Houtua recuperano la squadra sopravvissuta di Haruo e li tengono in attesa di interrogarli.
Miana e sua sorella gemella Maina usano la telepatia per comunicare con i loro ospiti per capire le ragioni che li hanno portati a bruciare le loro terre (in riferimento al precedente scontro con la prole di Godzilla). Dopo che gli Houtua realizzano le loro intenzioni le gemelle informano Haruo che il loro dio era stato distrutto da Godzilla ma aveva lasciato un uovo. Con la consapevolezza che Haruo sta conducendo una guerra contro Godzilla e non contro di loro, gli Houtua li rilasciano, ma le gemelle li accompagnano sia come guida che come osservatori. Il gruppo viene attaccato da uno sciame di creature simili a vermi, ma sono in grado di combatterli con l'aiuto delle gemelle. Durante il combattimento, Galu-Gu si rende conto che le punte delle loro frecce sono formate da "nanometallo", la cui unica provenienza sulla Terra è riconducibile solamente al Mechagodzilla. Vengono poi attaccati da un gruppo di Servum, ma Metphies arriva con altri sopravvissuti e li salva.
Galu-Gu spiega che la nanotecnologia usata per il Mechagodzilla in qualche modo è sopravvissuta e negli ultimi 20.000 anni si è costantemente auto-replicata e si è espansa. Con questo fatto, il Bilusaludo dice a Haruo e gli altri che possono vincere contro Godzilla con il nanometallo, il che spinge Haruo e il resto dell'equipaggio a rimanere sulla Terra e continuare il piano originale per sconfiggere Godzilla. Riescono a prendere contatto con l'Aratrum, che recupera i pochi membri dell'equipaggio che desiderano andarsene e accetta di rimanere in orbita. Tracciando la fonte di una firma energetica rilevata, scoprono che i nanomateriali hanno ricostruito la vecchia struttura che ospitava il Mechagodzilla, che Galu-Gu ribattezza "Città Mechagodzilla".
Le gemelle si separano, ma avvertono Haruo che il nanometallo è "veleno", anche se Galu-Gu assicura al gruppo che la tecnologia è innocua per loro. Il team scopre presto che anche se il Mechagodzilla è stato distrutto, metà della sua testa è sopravvissuta e ha ricostruito e ampliato la struttura originale in cui si trovava. Galu-Gu riesce ad accedere al cervello del Mechagodzilla e usando il nanometallo rende di nuovo operativa la città e vi costruisce tutto il necessario al fine di intrappolare Godzilla al suo interno, quindi immobilizzarlo con il nanometallo per poi finirlo con degli arpioni EMP. Godzilla avverte l'energia della città e si sveglia, avanzando rapidamente per distruggerla. Galu-Gu decide di sacrificare le difese della città per deviare il potere di costruzione per l'arpione.
Haruo, Yuko e Belu-Be decidono di rallentare Godzilla usando dei mech volanti denominati Avvoltoio. Il trio riesce a respingere Godzilla abbastanza a lungo da permettere alla città di completare la costruzione della trappola e procedere per attirarlo. Il piano ha successo, e dopo essere stato immobilizzato dal nanometallo Godzilla finisce per essere colpito dall'arpione EMP nel suo organo. Stranamente, però, Godzilla non implode e anzi, comincia a surriscaldare la struttura per riprendere le forze. Galu-Gu rifiuta di perdere e decide di fondersi con il nanometallo affinché la sua coscienza e quella degli altri Bilusaludi vivano nel codice della Città Mechagodzilla diventando tutt'uno con essa. Mentre i rimanenti Bilusaludi abbracciano la fusione, gli umani ne restano allibiti e fuggono dalla città.
I tre Avvoltoi iniziano a fondersi con i loro piloti, contro la volontà di Haruo e Yuko; Galu-Gu, però, rileva che il nanometallo non sembra avere alcun effetto su Haruo e non riesce ad assimilarlo - dato che viene ostacolato dalla polvere che Miana gli aveva cosparso addosso per curarlo. In quel momento Metphies contatta Haruo, e lo avverte che se non verrà fermata la Città Mechagodzilla consumerà l'intero pianeta, mentre Galu-Gu sostiene che per sconfiggere Godzilla devono diventare più grandi dell'umanità stessa. Haruo è in conflitto, ma alla fine sceglie di vincere la battaglia con la sua umanità intatta e distrugge il centro di comando, insieme a Galu-Gu e Belu-Be che si schianta, disattivando tutta la città ma liberando Godzilla, che ripresosi procede alla sua distruzione. Haruo riesce a salvare Yuko, ma scopre che l'assimilazione con il nanometallo è avvenuta parzialmente portandola a uno stato comatoso, mentre gli umani sopravvissuti si nascondono in una grotta con Metphies dato che tutto attorno a loro è ormai avvolto dalle fiamme.
In una scena dopo i crediti che mostra un precedente incontro tra Haruo e Metphies prima della battaglia, quest'ultimo rivela che anche il loro pianeta è stato invaso dai mostri, ed è stato distrutto da uno che forse è ancora più potente di Godzilla. Metphies rivela ad Haruo il nome dell'essere che per la sua gente provoca tale terrore da non poter essere pronunciato: "Ghidorah".

## Distribuzione
Godzilla - Minaccia sulla città è stato distribuito in Giappone il 18 maggio 2018 e il 18 luglio 2018 in tutto il mondo su Netflix.

### Edizione italiana
Il primo doppiaggio, rilasciato su Netflix, è stato diretto e dialogato da Gigi Rosa; in seguito il film è stato pubblicato  in home-video con un nuovo doppiaggio il 14 ottobre 2021 da Anime Factory, con la direzione e dialoghi di Riccardo Bambini.

## Sequel
Nel maggio del 2018 è stato pubblicato un poster rivelando il titolo del terzo e ultimo film della trilogia anime, intitolato Godzilla - Mangiapianeti, il poster suggerisce anche l'apparizione di King Ghidorah, il cui nome viene pronunciato all'interno del film, nel luglio 2018 è stato rilasciato il primo trailer promo, nel settembre 2018 è stato rilasciato il poster ufficiale, nell'ottobre 2018 è stato rilasciato il trailer completo, ha debuttato come film di chiusura al Tokyo International Film Festival il 3 novembre 2018 ed è stato distribuito in tutto il mondo da Netflix il 9 gennaio 2019.